# The Tinder Swindler
The Tindler Swindler is een Britse waargebeurde misdaaddocumentaire uit 2022 geregisseerd door Felicity Morris. De documentaire werd op 2 februari 2022 uitgebracht op streamingdienst Netflix in samenwerking met Raw TV.
De film vertelt het verhaal van de Israëlische oplichter Simon Leviev die de datingapp Tinder gebruikte om verschillende vrouwen emotioneel op te lichten om zijn wilde levensstijl financieel te ondersteunen. De film wordt verteld uit het oogpunt van drie vrouwelijke slachtoffers.

## Verhaal
Een Israëlische man, geboren als Shimon Hayut, reisde door Europa en deed zich voor als de zoon van de diamantmagnaat Lev Leviev. Onder de naam Simon Leviev kwam hij via de datingapp Tinder in contact met vrouwen. Hij charmeerde met dure cadeaus, etentjes in luxe restaurants en vluchten met zijn privéjets. Als er na weken of maanden een band was ontstaan, deed hij alsof hij het doelwit was van zijn "vijanden" uit de diamantenwereld.
Vervolgens vroeg hij zijn slachtoffers om hem financieel te helpen vanwege een breuk in zijn "beveiliging" waardoor hij zijn eigen rekeningen niet meer zou kunnen gebruiken. Het geld dat hij hiermee kreeg stak hij vervolgens in het verleiden van nieuwe vrouwen. De vrouwen maakten hun spaargeld op en staken zich diep in de schulden. Hij werkte volgens de ponzifraude-methode. De vrouwen werd beloofd dat hij het geld zou terugbetalen, wat eventueel werd ondersteund middels valse betalingsopdrachten.
In deze documentaire wordt het verhaal verteld uit het oogpunt van drie vrouwelijke slachtoffers, onder wie een Noorse, Zweedse en Nederlandse vrouw.
De Noorse Cecilie Fjellhøy ontmoet Simon Leviev via Tinder en krijgt een relatie met hem. Na enige tijd blijken zijn vijanden uit de diamanthandel het op hem te hebben gemunt en vroeg hij om geld, omdat hij omwille van zijn veiligheid zijn eigen bankrekening niet kon gebruiken. Cecilie steekt zicht diep in de schulden en Simon betaalt maar niet terug. Cecilie biecht uiteindelijk het verhaal aan de bank op waarna de politie haar bezoekt en vragen stelt: haar vriendje blijkt een berucht oplichter die wereldwijd slachtoffers maakt. Als ze Simon blokkeert spreekt hij een dreigende boodschap in op haar moeders voicemail. Uiteindelijk stapt ze naar een krant om haar verhaal bij de media te doen.
De Zweedse Pernilla Sjöholm leert Simon Leviev eveneens via Tinder kennen en ontmoet hem in Amsterdam. Het komt niet tot een liefdesrelatie maar ze worden goede vrienden, en hij trakteert haar op dure uitjes. Als Simon in de problemen raakt en niet bij zijn geld kan omdat zijn vijanden hem via elektronische transacties kunnen traceren aarzelt ze geen moment om haar goede vriend tijdelijk uit de brand te helpen. Maar hij heeft steeds meer nodig en het bedrag, gefinancierd door leningen, loopt hoog op. Uiteindelijk contacteert een Noorse journalist haar en vallen haar de schellen van de ogen. Samen met de krant en Cecilia probeert ze hem in München in de val te lokken, maar de oplichter laat zich niet makkelijk vangen. Ter vergoeding van de kosten geeft hij haar een horloge dat zogenaamd een ton waard is; het blijkt namaak. Cecilie´s geld blijkt te zijn gebruikt om Pernilla met luxe te imponeren, en Pernilla´s geld is gebruikt om iemand anders te verleiden.
De Nederlandse Ayleen Charlotte ziet een Noors krantenartikel over haar vriendje Simon Leviev en stuurt het naar hem: hij doet het af met de mededeling dat zijn vijanden daarachter zitten. Ook zij zit diep in de schulden en als ze contact opneemt met Pernilla realiseert ze zich dat zij evenals Cecilie en Pernilla is bezwendeld. Maar Leviev heeft zijn eigen problemen want door de negatieve publiciteit kan hij geen nieuwe slachtoffers meer vinden en hij raakt door zijn geld heen. Ayleen ziet een kans hem terug te pakken. Hij vraagt steeds wanhopiger en agressiever om geld. Ze suggereert dat Leviev zijn dure merkkleding aan haar kan geven zodat ze die voor hem kan verkopen (ze zit in de kledinghandel en kan een goede prijs krijgen). De wanhopige Leviev gaat erop in en geeft haar de kleren, waarop ze de kleren verkoopt en het geld zelf houdt. Leviev scheldt, dreigt en smeekt maar Ayleen geeft geen krimp; uiteindelijk tipt ze de politie als ze ontdekt dat hij een vliegtuig naar Athene heeft genomen. Daar wordt hij gearresteerd en uitgeleverd aan Israël. 
Leviev is veroordeeld maar na een korte gevangenisstraf voorwaardelijk vrijgelaten; sindsdien leeft hij in luxe in Israël. De drie slachtoffers zijn op het moment van uitkomen van de film nog steeds bezig hun schulden af te betalen. De vermeende handlangers van Leviev waaronder de bodyguard, de zakenpartner en zijn ex-partner met kind, zijn verdwenen of ontkennen iedere betrokkenheid. 

## Achtergrond

### Ontvangst
The Tinder Swindler werd uitgebracht op 2 februari 2022 en werd door het publiek algemeen goed ontvangen. Op Rotten Tomatoes heeft de film een score van 96% op basis van 23 beoordelingen. Kevin Maher van het Britse dagblad The Times gaf de film vier van de vijf sterren, eveneens als Rebecca Nicholson van The Guardian.
The Tinder Swindler was de eerste documentaire die op Netflix de leiding nam in de lijsten van best bekeken films en series op het platform. De documentaire was binnen zes dagen, op 8 februari 2022, al ruim 45,8 miljoen uur wereldwijd bekeken en stond in 92 landen in de top 10 van best bekeken films en series op Netflix. De documentaire werd uiteindelijk in zijn eerste maand op Netflix door ruim 166 miljoen huishoudens bekeken, hiermee werd het de best bekeken documentaire op Netflix ooit.

### Reacties
Nadat de film was uitgebracht door Netflix, besloot Tinder Simon Leviev en zijn kanalen permanent van zijn platform te verwijderen.
Op 5 februari 2022 zetten de drie slachtoffers een GoFundMe-inzamelingsactie op om hun schulden te vergoeden. Op 4 april 2022 werd de inzameling onder dankzegging gesloten nadat er £183.289 bijeen was gebracht.
Op 9 februari 2022 kwamen de maker van de Netflix-film met een driedelige podcast die vertelt hoe de documentaire tot stand is gekomen en dieper ingaat op het leven van Simon Leviev en zijn werkwijze. De podcast werd uitgezonden onder de naam The Making of a Swindler.
Simon Leviev is om een reactie of medewerking aan de film gevraagd maar in plaats daarvan dreigde hij met juridische actie wegens laster. Naar aanleiding van de documentaire gaf Simon Leviev een interview met het Amerikaanse nieuwsprogramma Inside Edition van CBS waarin hij ontkende dat hij een oplichter is.